# Hans Knapp (Mathematiker)
Hans Knapp (* 20. Mai 1935 in Stams; † 6. September 2004) war österreichischer Mathematiker. Er war Universitätsprofessor an der Johannes Kepler Universität Linz und in den Jahren 1987–89 auch deren Rektor.
Knapp absolvierte die Lehrerbildungsanstalt in Innsbruck und lehrte anschließend einige Jahre als Volksschullehrer in Weerberg. Anschließend studierte er Mathematik an der Universität Innsbruck und promovierte 1960 bei Wolfgang Gröbner. Nach Abschluss des Studiums arbeitete er an der Universität Düsseldorf und in einem NASA-Forschungszentrum in Madison. Es folgte eine Anstellung als Leiter des Rechenzentrums der Universität Innsbruck.
1968 wurde er an die neu gegründete Johannes Kepler Universität Linz berufen und blieb dieser bis zu seinem Ruhestand treu. Zuletzt war er Vorstand des Instituts für Stochastik. Er war einer der Gründungsprofessoren der Technisch-Naturwissenschaftlichen Fakultät und war 1974/1975 deren Dekan. Von 1987 bis 1989 war er Rektor der Universität.
1995 trat er seinen Ruhestand an.